# Stimmkreis Roth
Der Stimmkreis Roth ist einer von rund 90 Stimmkreisen bei Wahlen zum Bayerischen Landtag und zu den Bezirkstagen sowie bei Volksentscheiden. Er gehört zum Wahlkreis Mittelfranken.
Mindestens seit der Landtagswahl 2008 umfasst er den Landkreis Roth.
Von 1978 bis 2013 wurde der Stimmkreis von Manfred Weiß, zeitweise bayerischer Justizminister, vertreten.

## Landtagswahl 2023
Zur Landtagswahl 2023 traten folgende Parteien und Direktkandidaten im Stimmkreis Roth an und erzielten folgende Ergebnisse:
| Nr. | Direktkandidat      | Partei           | Erststimmen in % | Gesamtstimmen in % |
| --- | ------------------- | ---------------- | ---------------- | ------------------ |
| 1   | Volker Bauer        | CSU              | 38,4             | 43,4               |
| 2   | Martin Mändl        | GRÜNE            | 10,8             | 11,4               |
| 3   | Markus Würth        | Freie Wähler     | 13,9             | 11,8               |
| 4   | Ferdinand Mang      | AfD              | 15,5             | 14,7               |
| 5   | Markus Mahl         | SPD              | 14,1             | 11,3               |
| 6   | Alexander Hahn      | FDP              | 1,8              | 1,9                |
| 7   | Cornelius Voigt     | LINKE            | 1,7              | 1,6                |
| 8   | Klaus Weigand       | BP               | 1,0              | 0,8                |
| 9   | Marco Engelhard     | ÖDP              | 1,2              | 1,1                |
| 10  | Heidi Hierl-Schulze | Tierschutzpartei | 1,6              | 1,5                |
| 11  | -                   | PdH              | -                | 0,1                |
| 12  | -                   | dieBasis         | -                | 0,5                |

## Landtagswahl 2018
Im Stimmkreis waren insgesamt 97.763 Einwohner wahlberechtigt. Die Landtagswahl am 14. Oktober 2018 hatte folgendes Ergebnis:
| Direktkandidat       | Partei               | Erststimmen in % | Gesamtstimmen in % | Veränderung der Gesamtstimmen im Vergleich zur Landtagswahl 2013 in % |
| -------------------- | -------------------- | ---------------- | ------------------ | --------------------------------------------------------------------- |
| Volker Bauer         | CSU                  | 36,9             | 40,8               | − 4,2                                                                 |
| Marcel Schneider     | SPD                  | 11,6             | 10,3               | − 13,8                                                                |
| Thomas Schneider     | Freie Wähler         | 15,0             | 12,8               | + 1,8                                                                 |
| Andreas Hofmann      | GRÜNE                | 14,4             | 14,9               | + 8,0                                                                 |
| Stefan Stromberger   | FDP                  | 3,6              | 3,5                | + 1,1                                                                 |
| Tino Schwarz         | LINKE                | 2,7              | 2,9                | + 0,8                                                                 |
| Josef Mauderer       | BP                   | 1,0              | 0,8                | − 0,3                                                                 |
| Roland Wolkersdorfer | ÖDP                  | 1,1              | 1,0                | − 0,2                                                                 |
| Wolfgang Rank        | PIRATEN              | 0,7              | 0,7                | − 1,2                                                                 |
| Robert Gartenlöhner  | Die Franken          | 1,3              | 1,2                | − 1,4                                                                 |
| Ferdinand Mang       | AfD                  | 10,0             | 9,7                | + 9,7                                                                 |
| -                    | mut                  | -                | 0,1                | + 0,1                                                                 |
| Patrick Volkert      | Die Partei           | 0,8              | 0,8                | + 0,8                                                                 |
| Andrea Beyerlein     | Gesundheitsforschung | 0,3              | 0,3                | + 0,3                                                                 |
| Markus Streck        | V-Partei³            | 0,4              | 0,3                | + 0,3                                                                 |

## Landtagswahl 2013
Die Wahlbeteiligung der 96.868 Wahlberechtigten im Stimmkreis betrug 67,9 Prozent, bei einem Landesdurchschnitt von 63,9 Prozent war dies Rang 18 unter den 90 Stimmkreisen. Das Direktmandat ging an Volker Bauer (CSU).
| Direktkandidat         | Partei       | Erststimmen | Gesamtstimmen | Gesamtstimmen ggü. Bayern (%p) | Gesamtstimmen ggü. 2008 (%p) |
| ---------------------- | ------------ | ----------- | ------------- | ------------------------------ | ---------------------------- |
| Volker Bauer           | CSU          | 42,1 %      | 45,0 %        | −2,7 %                         | +1,0 %                       |
| Sven Ehrhardt          | SPD          | 25,4 %      | 24,1 %        | +3,5 %                         | +4,2 %                       |
| Hermann Kratzer        | FREIE WÄHLER | 12,5 %      | 11,0 %        | +2,0 %                         | −4,3 %                       |
| Andreas Hofmann        | GRÜNE        | 6,9 %       | 6,9 %         | −1,7 %                         | +0,4 %                       |
| Guido Kramer           | FDP          | 2,1 %       | 2,4 %         | −0,9 %                         | −4,2 %                       |
| Alfred Georg Escherich | DIE LINKE    | 2,0 %       | 2,1 %         | +0,0 %                         | −1,9 %                       |
| Roland Wolkersdorfer   | ÖDP          | 1,4 %       | 1,3 %         | −0,7 %                         | +0,4 %                       |
| Oliver Waßmann         | REP          | 1,0 %       | 0,9 %         | −0,1 %                         | −0,3 %                       |
| Torsten Steinbeck      | NPD          | 0,9 %       | 0,9 %         | X                              | −0,1 %                       |
| Josef Mauderer         | BP           | 1,3 %       | 1,1 %         | −1,0 %                         | +1,0 %                       |
| Robert Gattenlöhner    | DIE FRANKEN  | 2,6 %       | 2,5 %         | X                              | X                            |
| Dominik Kegel          | PIRATEN      | 1,9 %       | 1,9 %         | −0,1 %                         | X                            |

## Landtagswahl 2008
Bei der Landtagswahl 2008 waren im Stimmkreis 96.102 Einwohner stimmberechtigt. Die Wahlbeteiligung lag bei 63,2 %. Die Wahl hatte folgendes Ergebnis:
| Direktkandidat         | Partei                | Erststimmen in % | Gesamtstimmen in % | Veränderung der Gesamtstimmen im Vergleich zur Landtagswahl 2003 in % |
| ---------------------- | --------------------- | ---------------- | ------------------ | --------------------------------------------------------------------- |
| Manfred Weiß           | CSU                   | 38,6             | 44,0               | - 16,1                                                                |
| Christine Rodarius     | SPD                   | 21,7             | 19,9               | - 3,2                                                                 |
| Ursula Burkhardt       | Bündnis 90/Die Grünen | 6,7              | 6,5                | + 0,3                                                                 |
| Hermann Kratzer        | Freie Wähler          | 17,5             | 15,3               | + 9,9                                                                 |
| Wolfgang Heidenreich   | FDP                   | 7,5              | 6,6                | + 4,5                                                                 |
| Heinz Pflaumer         | REP                   | 1,3              | 1,2                | - 0,2                                                                 |
| Martin Berberich       | ödp                   | 1,0              | 0,9                | + 0,2                                                                 |
| -                      | BP                    | -                | 0,1                | - 0,2                                                                 |
| Alfred Georg Escherich | Die Linke             | 4,2              | 4,0                | + 4,0                                                                 |
| Werner Ahlers          | VIOLETTE              | 0,4              | 0,4                | + 0,4                                                                 |
| Torsten Steinbeck      | NPD                   | 1,1              | 1,0                | + 1,0                                                                 |